# Lengnau AG
| AG ist das Kürzel für den Kanton Aargau in der Schweiz. Es wird verwendet, um Verwechslungen mit anderen Einträgen des Namens Lengnau zu vermeiden. |

Lengnau (schweizerdeutsch: ˈlæŋːˌnæu, surbtalerjiddisch: ˈlɪŋlə) ist eine Einwohnergemeinde im Schweizer Kanton Aargau. Sie gehört zum Bezirk Zurzach und liegt im Surbtal, in Luftlinie rund sieben Kilometer von der Grenze zu Deutschland entfernt. Im 18. und 19. Jahrhundert waren Lengnau und das Nachbardorf Endingen die einzigen Orte der Schweiz, wo sich Juden niederlassen durften.

## Geographie
Die Gemeinde liegt in der Übergangszone zwischen Tafeljura im Norden und dem Schweizer Mittelland im Süden. Das Dorf besteht aus den Ortsteilen Oberlengnau und Unterlengnau, deren Bebauung heute zusammengewachsen ist. Beide Ortsteile liegen an der Surb, die hier in nordwestlicher Richtung fliesst. Das wellige Gelände steigt im Norden zum Wannenbuck (591 m ü. M.) an. Ganz im Norden hat Lengnau einen kleinen Anteil am Tal des Chrüzlibachs, der bei Rekingen in den Hochrhein mündet. Im Süden befinden sich das Gländ (609 m ü. M.) und der Hüsliberg (605 m ü. M.); beide Hügel sind Teil des Siggenbergs, der die natürliche Grenze zum Limmattal bildet. Jeweils zwei Kilometer vom Dorfzentrum entfernt liegen die folgenden Weiler: Vogelsang (495 m ü. M.) im Norden, Himmelrich (560 m ü. M.) im Nordosten, Husen (475 m ü. M.) im Süden und Degermoos (495 m ü. M.) im Westen.
Die Fläche des Gemeindegebiets beträgt 1267 Hektaren, davon sind 477 Hektaren bewaldet und 130 Hektaren überbaut. Der höchste Punkt liegt auf 609 Metern auf dem Gländ, der tiefste auf 380 Metern an der Surb. Nachbargemeinden sind Zurzach im Norden, Schneisingen im Osten, Ehrendingen im Südosten, Freienwil im Süden, Obersiggenthal im Südwesten, Endingen im Westen.

## Geschichte

Luftbild aus 300 m von Walter Mittelholzer (1922)

Vor rund 2000 Jahren bestand in Lengnau ein römischer Gutshof. Ungefähr im 6. Jahrhundert siedelten sich die Alamannen an. Die erste urkundliche Erwähnung von Leginwanc erfolgte im Jahr 798, als der Thurgauer Graf Odalricus dem Kloster St. Gallen einige Grundstücke schenkte. Der Ortsname stammt vom althochdeutschen (ze demo) lengin wanc und bedeutet beim langgestreckten Abhang. Von Mitte des 11. bis Mitte des 12. Jahrhunderts herrschten die Freiherren von Lengnau, von der Burg dieses Ministerialengeschlechts ist nichts erhalten geblieben. Die niedere Gerichtsbarkeit wurde von der Deutschritterkommende Beuggen ausgeübt, im Weiler Husen von der Johanniterkommende Leuggern. Weitere bedeutende Grundbesitzer waren die Klöster Einsiedeln, St. Blasien und Wettingen. Die Blutgerichtsbarkeit und die Landeshoheit lagen in den Händen der Habsburger.

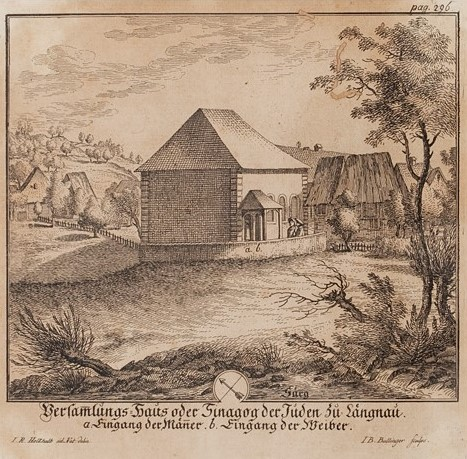
Radierung der Synagoge in Lengnau, 18. Jahrhundert. In der Sammlung des Jüdischen Museums der Schweiz.

1415 eroberten die Eidgenossen den Aargau. Lengnau gehörte nun zum Amt Ehrendingen der Grafschaft Baden, einer Gemeinen Herrschaft. Zwischen 1623 und 1633 wurden die Juden aus den Schweizer Städten vertrieben und in Oberlengnau angesiedelt. Zahlreiche Flüchtlinge stammten aus dem Deutschen Reich, wo der Dreissigjährige Krieg wütete. Ab 1678 liessen sich die Juden auch im Nachbardorf Endingen nieder. Sie unterstanden direkt dem Landvogt in Baden und durften weder Landwirtschaft betreiben noch ein Handwerk ausüben. Ihren Lebensunterhalt verdienten sie vor allem an der international bedeutenden Zurzacher Messe und am Markt in Baden. Ab 1696 mussten sie sich alle 16 Jahre einen teuren Schutz- und Schirmbrief erkaufen. Ab 1776 war das Wohnrecht sämtlicher Juden in der Schweiz auf Endingen und Lengnau beschränkt. 1774 bestanden in beiden Orten zusammen 108 jüdische Haushalte mit 553 Personen, 1792 waren es bereits 147 Haushalte. Da sie sich nachts nur in den beiden Dörfern aufhalten durften, war ihr Aktionsradius stark eingeschränkt.
Im März 1798 nahmen die Franzosen die Schweiz ein und riefen die Helvetische Republik aus, Lengnau gehörte zunächst zum kurzlebigen Kanton Baden. Der neue Staat war bald in weiten Kreisen der Bevölkerung verhasst. Dieser Hass entlud sich am 21. September 1802 im so genannten «Zwetschgenkrieg» gegen die Juden, die als Anhänger der neuen liberaleren Ordnung galten. Eine Horde von über 800 Bewohnern aus den Nachbardörfern fiel über Endingen und Lengnau her und bereicherte sich am Hab und Gut der wehrlosen Juden, die christlichen Einwohner hingegen blieben weitgehend unbehelligt.
Seit 1803 gehört Lengnau zum Kanton Aargau. Die jüdische Korporation verwaltete sich selbst und führte eine eigene Schule. 1847 wanderte Meyer Guggenheim und seine Familie über Hamburg in die USA aus und liess sich in Philadelphia nieder. Die Familie Guggenheim stieg innerhalb einer Generation zu einer der reichsten Familien in den USA auf. Erst mit der revidierten Bundesverfassung von 1874 erhielten die Schweizer Juden die vollständige Gleichberechtigung. In der Folge zogen fast alle in die grossen Städte (vor allem nach Zürich), wo sie bessere Verdienstmöglichkeiten vorfanden. Dadurch sank die Bevölkerungszahl des Dorfes markant. Von 1875 bis 1903 gab es im Dorf die damals einzige Mazzenbäckerei der Schweiz. Heute leben in Lengnau nur noch wenige jüdische Einwohner, die meisten davon im Israelitischen Altersheim. Ihre einstige Sprache, das Surbtaler Jiddisch, ist im 20. Jahrhundert ausgestorben.
Nach der Eröffnung der Bahnstrecke Turgi–Koblenz–Waldshut im Jahr 1859 und der Bahnstrecke Dielsdorf–Niederweningen im Jahr 1891 reichten die Gemeinden des Surbtals eine Konzession für den Bau einer Verbindungsstrecke zwischen Niederweningen und Döttingen ein. Doch der Erste Weltkrieg verhinderte den Bau der Surbtalbahn, und das Projekt wurde 1937 endgültig abgeschrieben. Vor allem seit Beginn der 1960er Jahre ist das Dorf stark gewachsen. Dazu beigetragen haben die Ansiedlung zahlreicher kleiner und mittlerer Gewerbebetriebe sowie die Nähe zu den Städten Baden und Zürich.

## Sehenswürdigkeiten

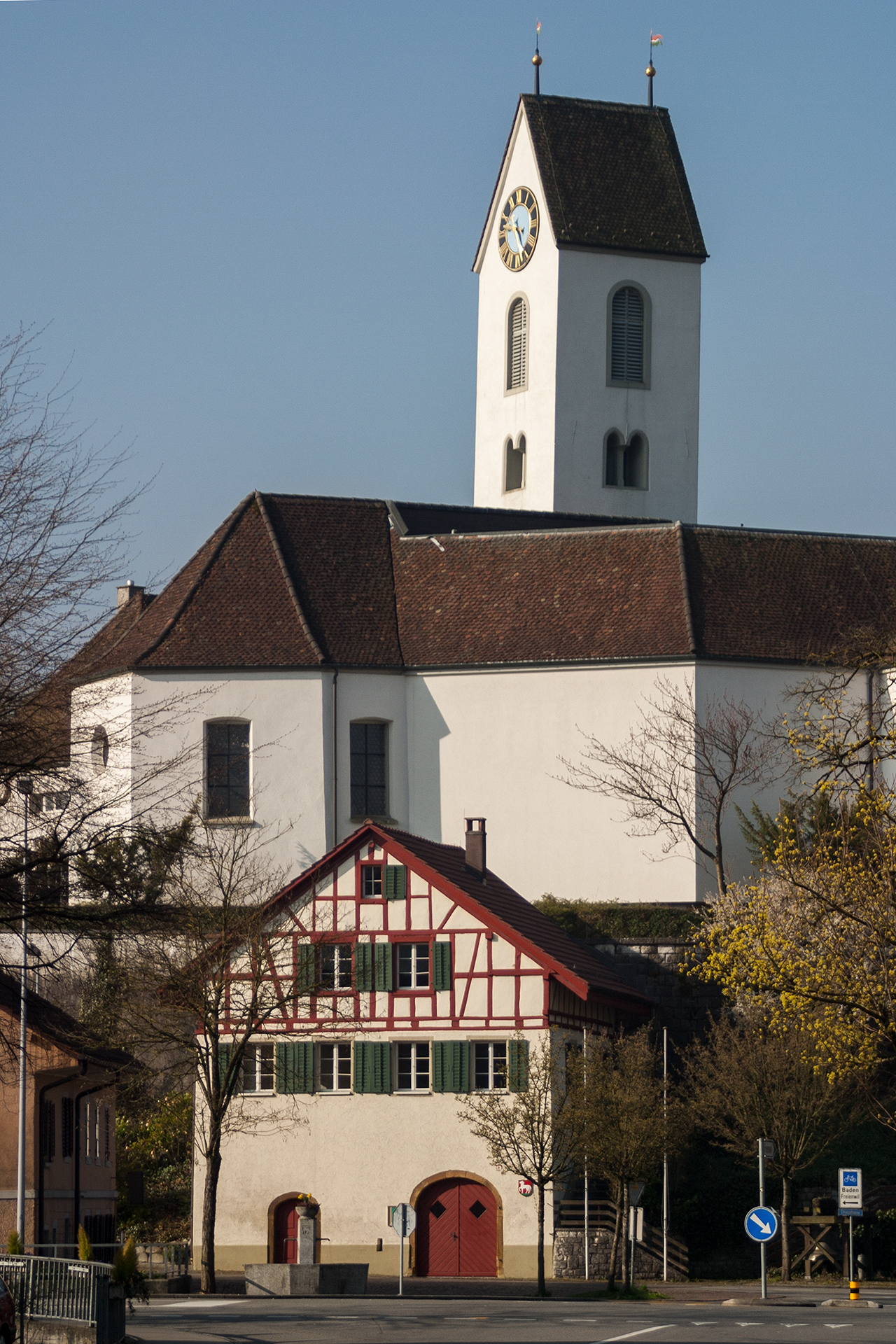
Kath. Kirche St. Martin

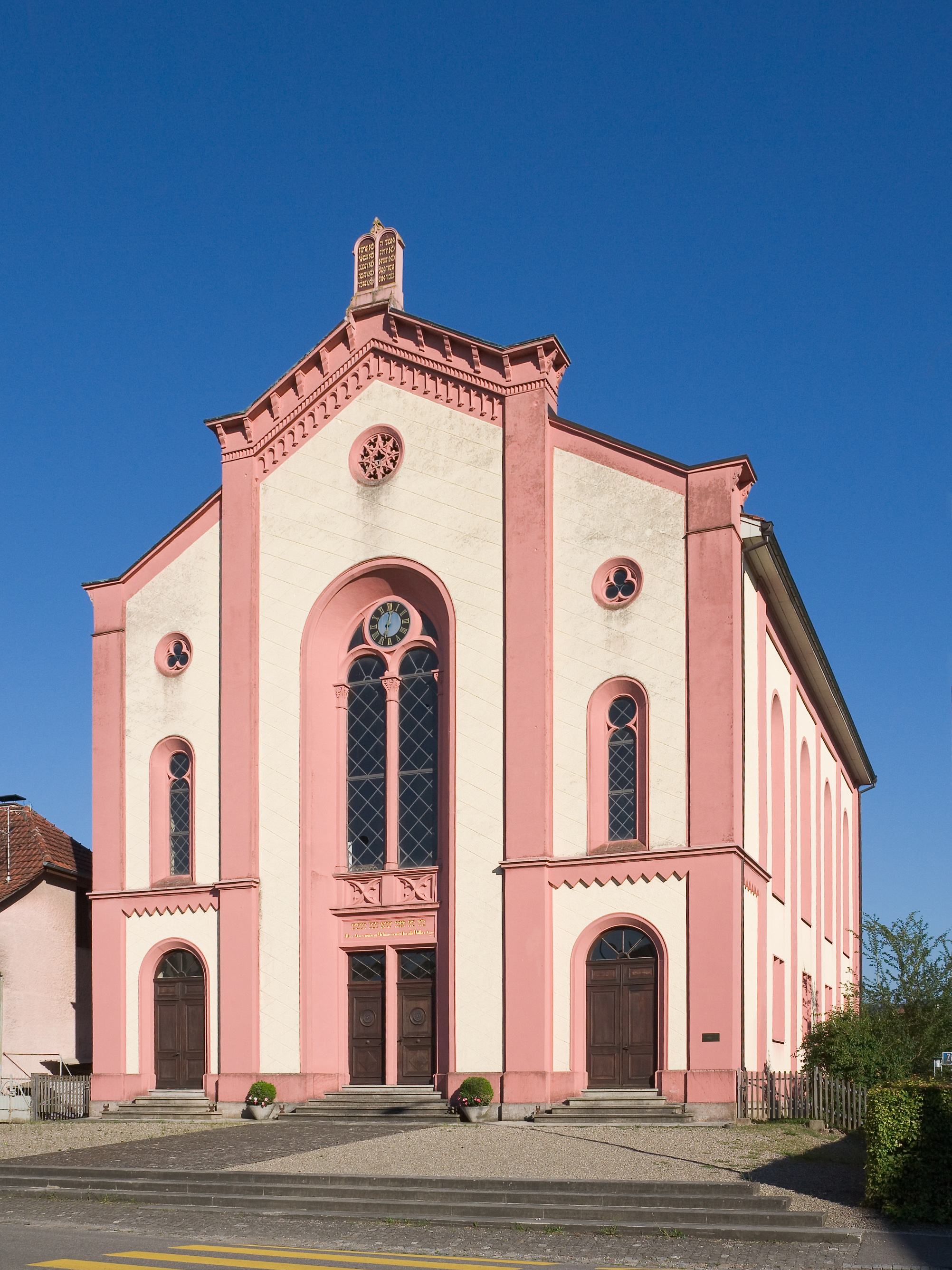
Synagoge Lengnau

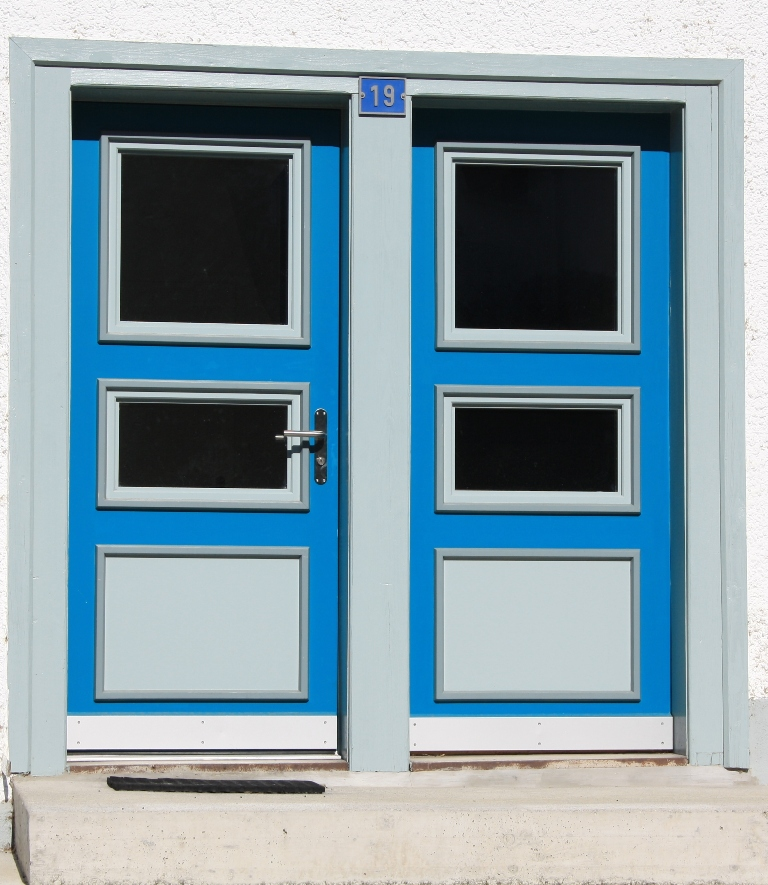
Zweitüriger Hauseingang

Die Synagoge Lengnau entstand zwischen 1845 und 1847 nach Plänen von Ferdinand Stadler im Rundbogenstil der Neuromanik. Direkt gegenüber der Synagoge und wie diese auf einer erhöhten Plattform steht die katholische Kirche St. Martin, die älteste Kirche des gesamten Surbtals.
Die für Lengnau und Endingen typischen Häuser mit zwei nebeneinander liegenden Haustüren (jeweils eine für Juden, eine für Christen) sind die Folge diskriminierender behördlicher Erlasse. Den Juden war untersagt, Grund und Liegenschaften zu besitzen. Gleichwohl gelang es ihnen, bereits vor der 1776 erlassenen eidgenössischen Tagsatzung, die ihnen in beschränktem Maße Hauseigentum ermöglichte, einzelne Häuser zu erwerben. Da sie nicht mit Christen unter einem Dach leben durften, boten zweitürige Häuser die Möglichkeit, das Kohabitationsverbot zu umgehen.
Die verschiedenen jüdischen Bauwerke des Dorfes sind durch den Jüdischen Kulturweg Endingen-Lengnau miteinander verbunden. Aus dem Vermittlungsprojekt «Doppeltür» entstand der gleichnamige Verein, der im Oktober 2018 mit dem Kauf eines Doppeltür-Hauses in Lengnau die Realisierung eines Besucherzentrums umzusetzen begann.

## Wappen
Die Blasonierung des Gemeindewappens lautet: «In Rot auf grünem Boden schreitendes weisses Pferd.» Das Wappen erschien erstmals 1808 auf dem Gemeindesiegel. Angeblich soll es sich um das Wappen von Kaspar Josef Bucher handeln, der damals Gemeindeammann war und die Taverne «Zum Rössli» betrieb.

## Bevölkerung
Die Einwohnerzahlen entwickelten sich wie folgt:
| Jahr      | 1799 | 1850 | 1900 | 1930 | 1950 | 1960 | 1970 | 1980 | 1990 | 2000 | 2010 | 2020 |
| Einwohner | 950  | 1761 | 1119 | 1197 | 1355 | 1356 | 1592 | 1882 | 2052 | 2287 | 2541 | 2770 |

Am 31. Dezember 2023 lebten 2929 Menschen in Lengnau, der Ausländeranteil betrug 16,3 %. Bei der Volkszählung 2015 bezeichneten sich 49,2 % als römisch-katholisch und 19,0 % als reformiert; 31,8 % waren konfessionslos oder gehörten anderen Glaubensrichtungen an. 93,1 % gaben bei der Volkszählung 2000 Deutsch als ihre Hauptsprache an, 1,8 % Albanisch, 1,2 % Italienisch und 0,7 % Englisch.

## Politik und Recht
Die Versammlung der Stimmberechtigten, die Gemeindeversammlung, übt die Legislativgewalt aus. Ausführende Behörde ist der fünfköpfige Gemeinderat. Er wird im Majorzverfahren vom Volk gewählt, seine Amtsdauer beträgt vier Jahre. Der Gemeinderat führt und repräsentiert die Gemeinde. Dazu vollzieht er die Beschlüsse der Gemeindeversammlung und die Aufgaben, die ihm vom Kanton zugeteilt wurden. Für Rechtsstreitigkeiten ist in erster Instanz das Bezirksgericht Zurzach zuständig. Lengnau gehört zum Friedensrichterkreis XVII (Zurzach).

## Wirtschaft
In Lengnau gibt es gemäss der im Jahr 2015 erhobenen Statistik der Unternehmensstruktur (STATENT) rund 950 Arbeitsplätze, davon 11 % in der Landwirtschaft, 36 % in der Industrie und 53 % im Dienstleistungssektor. Mehr als die Hälfte der Erwerbstätigen sind Wegpendler und arbeiten in den umliegenden Gemeinden und vor allem in der Region Baden.

## Verkehr
Lengnau liegt an der Hauptstrasse 17, die von Döttingen durch das Surbtal und das Wehntal nach Zürich führt. Drei Postautolinien erschliessen das Dorf: Von Tegerfelden bzw. Endingen zum Bahnhof Baden sowie von Döttingen nach Niederweningen. Beim Bahnhof Niederweningen besteht Anschluss an die S-Bahn Zürich. An Wochenenden verkehrt ein Nachtbus von Baden über das Surbtal und Klingnau nach Bad Zurzach.

## Bildung

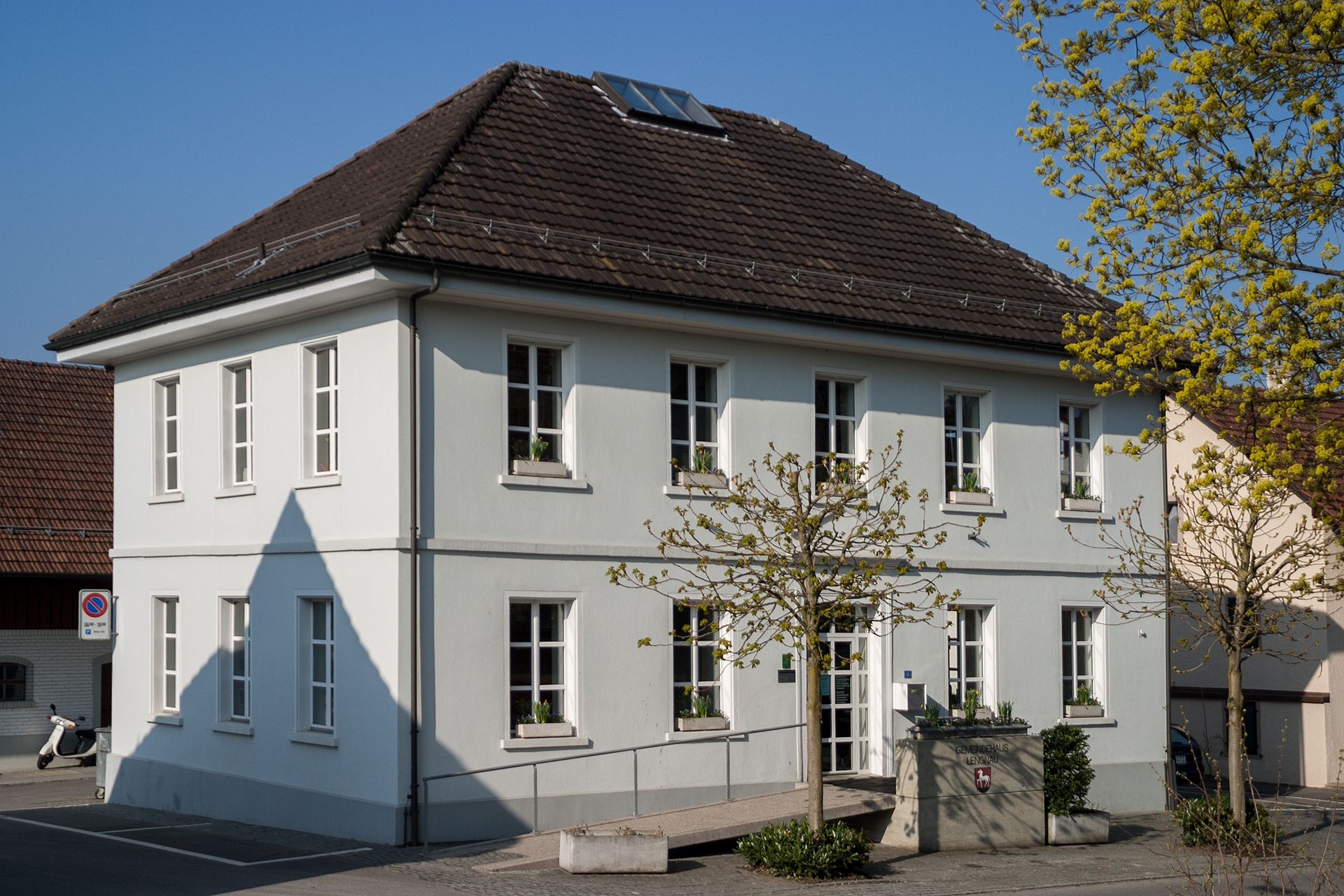
Gemeindehaus (alte Schule)

Die Gemeinde verfügt über zwei Kindergärten und vier Schulhäuser für Primarschule, Sekundarschule und Realschule. Die Bezirksschule kann in Endingen besucht werden. Die nächstgelegenen Gymnasien sind die Kantonsschule Baden und die Kantonsschule Wettingen.

## Persönlichkeiten
- Selig Pinchas Bamberger (1872–1936), Rabbiner
- Markus G. Dreyfus (1812–1877), Publizist
- Alis Guggenheim (1896–1958), Bildhauerin und Malerin
- Meyer Guggenheim (1828–1905), Stammvater der amerikanischen Guggenheim-Linie
- Karl Kloter (1911–2002), Schriftsteller
- Theodor Kloter (1916–1990), Politiker
- Silvia Trummer (* 1940), Schriftstellerin
- Alina Müller (* 1998), Eishockeyspielerin
- Patrik Müller (* 1975), Journalist